# هنری ریس
هنری ریس (انگلیسی: Henry Race; ۷ ژانویهٔ ۱۹۰۶ – ۲۴ اکتبر ۱۹۴۲) بازیکن فوتبال اهل انگلستان بود که در پست مهاجم بازی می‌کرد.
از باشگاه‌هایی که در آن بازی کرده‌است می‌توان به باشگاه فوتبال منچستر سیتی و باشگاه فوتبال لیورپول اشاره کرد.